# 雅各·胡特尔

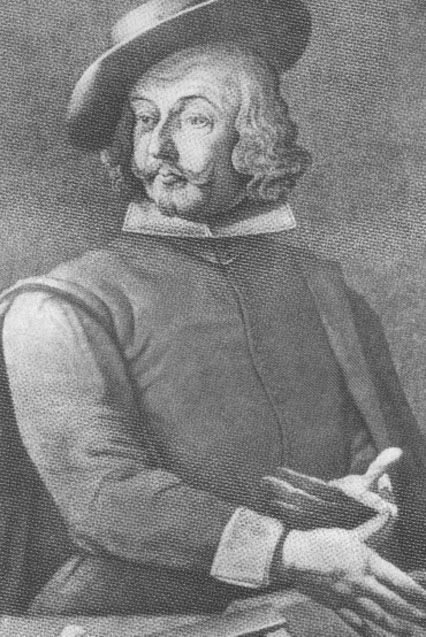
雅各‧胡特爾，18世紀版畫。

雅各‧胡特爾（Jacob Hutter，1500年—1536年2月25日），奧地利重浸派領袖與殉道者，胡特爾派的創始人。

## 出生與歸信背景
胡特爾出生在蒂羅爾州（Tirol）（今義大利-南蒂羅爾）的普特斯谷（Puster Valley），靠近聖洛倫佐迪塞巴托（St. Lorenzen）附近的小村莊穆斯（MOOS）。他在布魯尼科（Bruneck）接受基礎正規教育，後來搬到附近的布拉伊埃斯（Prags），並在那裏學習製作帽子。離開布拉伊埃斯後，胡特爾四處旅行做帽子貿易。
關於他的歸信及受浸的細節並不清楚，但可能是在克拉根福（Klagenfurt）遇到源自瑞士的重浸派思想。他接納了他們的信念，即《士萊泰姆信仰告白》（Schleitheim Confession）蓋拉森海特（Gelassenheit）是德語詞，意為基督教神秘傳統中使用的平靜服從。，意思是順從上帝的旨意。胡特爾雖然沒有被任命，但他仍開始在普特斯谷宣講。

## 傳道工作
1527年後，波西米亞，匈牙利和克羅地亞國王斐迪南一世（Ferdinand I）宣布全面禁止異端，重浸派開始受到強烈的迫害。當時胡特爾在韋爾斯珀格（Welsperg）擔任一小群的精神領袖，並受苦於嚴重的政治迫害。直到1529年9月，瑞士的重浸派運動人士喬治·布勞羅克（George Blaurock）被捕且處決後，胡特爾接替成為了蒂羅爾重浸派的領袖。政府同年聲稱要逮捕胡特爾，他成功逃脫，但他的妹妹艾格尼絲被捕並被處決。而重浸派在蒂羅爾州秘密的傳開。
胡特爾接任蒂羅爾人（Tirolean）重浸派的領袖後不久，他於1531-1533年間，三次拜訪了摩拉維亞（Moravia）重浸派的社群團體，因那裡有許多貴族都是公認的新教徒，他們不願意迫害不信教的宗教人士，因此摩拉維亞成了尋求宗教自由的避風港。胡特爾開始安排在蒂羅爾的民眾移民至摩拉維亞。1531年，他為一位女僕施洗，其女僕名叫凱瑟琳娜·普斯特（Katharina Purst），他們很快的結婚了。1533年，胡特爾一家移民到摩拉維亞，加入了重浸派社區。他發現其內部在紀律和領導力的問題上，存在著深深的分歧，胡特爾幫助解決重浸派內部間的衝突，並在流離失所的蒂羅爾人中獲得很高的權威及選民的支持，被推選為領導人，雖然公共生活並非胡特爾發明，但他將鬆散的公社制轉變為結構合理的組織，因此被譽為“第二創始者”。
隨著迫害的加劇，難民從今天的奧地利和德國南部的蒂羅爾，巴伐利亞，符騰堡州和其他哈普斯堡地區湧入摩拉維亞。雖說胡特爾的跟隨者是和平的，但斐迪南要求摩拉維亞領主驅逐並迫害所有異教徒，1535年，重浸派被驅逐出境，成為可憐的流浪難民，很多人離開了該運動，並回到家鄉。剩下的的人則分裂成更小的組織，繼續共同生活並定居在不同的地方。胡特爾代表陷入困境和流離失所的羊群寫信給摩拉維亞州長之後，當局加大了抓捕他的力度。因此，胡特爾自願放棄該團體的領導，與凱瑟琳娜回到蒂羅爾，因他們認為那裏比較安全，但夫婦倆在抵達時被捕，並被帶到斐迪南政府所在地茵斯布魯克接受審判。儘管遭受酷刑和神學的脅迫，胡特爾並沒有放棄信仰，也沒有供出任何弟兄的名字或說出他們的任務，斐迪南國王因此給他“特別待遇”如，不斷遭受嚴厲的鞭打並放在架子上。1536年2月25日，斐迪南國王下令將胡特爾放在茵斯布魯克]的廣場的木樁上焚燒。在把他關在冷凍的水中，放在一個熱房間裡。 然後白蘭地倒在傷口上，最後他被公開處以火刑燒死。而當時懷孕的凱瑟琳娜倖免；她離開監獄後，持續傳遞重浸派的理念長達兩年，直到1538年，她也被逮捕處以水刑。

## 神學信念
胡特爾大多數的追隨者是社會底層人士：礦工，農民和工匠。他會用平等和熟悉的語言與他們說話，並認他們是上帝的兒女，稱他們為兄弟姐妹。他的言辭充滿色彩和教條，在可以選擇間描繪簡單與強烈的對比，如“地獄之火”與“主的橄欖樹”的對比，他也會自由地借鑒聖經《啟示錄》中發現的好戰分子形象，來形容斐迪南國王為“龍”。哈特的神學與早期基督教烈士的神學極為相似，因為他展現一種強烈且燃燒的奉獻精神─發自內心對上帝的愛的“火堆”，是強烈且堅定不移的承諾。作為回報，胡特爾承諾今後他的追隨者在永生中得勝，宣稱他們“永遠也看不到蒙羞”。胡特爾通過對聖經很深的字面解釋找到支持他的觀點，並試圖重新建造使徒的生活描述。發展出了公社形態的生活方式，由社區共同承擔經濟責任，這是一種具體的嘗試，即是使徒行傳2章44節中所說「信的人都在一處，凡物公用。」，使之與其他重浸派區別開來。
重浸派的胡特爾神學和倫理學信念，在當時動蕩的政治和經濟環境中，可以得到很好的理解。是因重浸派的經歷和當局對重浸派的看法，深受1525年農民起義的影響，當時蒂羅爾的農民起義，胡特爾可能參加了這一運動。而早期國家的領導人對群眾起義造成的社會混亂和等級制度的破壞深感恐懼，對農民做出大屠殺的反應。就像早期的基督教烈士和其他重浸派團體一樣，胡特爾派教徒將他們社區遭受的殘酷迫害轉化為對信仰的強烈信念，將苦難解釋為他們被上帝選為公義的標誌，故胡特爾的追隨者頌揚他為烈士。而存活下來的胡特爾弟兄會或胡特爾派，在近半世紀的歷史中，某種程度上證明了胡特爾的組織才能。

## 紀念
1.奥地利茵斯布魯克為纪念重浸派的烈士，於2015 年在胡特爾公园（Hutter Park）建立紀念館名叫Übrige Brocken，園中放置著圍成一圈的石頭， 每塊石頭上刻有一個字，連成一節經文為《撒迦利亞書》第9章16b節「因為他們必像冠冕上的寶石，高舉在他的地以上」。
2.奥地利茵斯布魯克的地標黃金屋頂（德語：Goldenes Dachl）有一紀念碑，紀念雅各‧胡特爾。

## 其他資料參考
- Jakob Hutter （页面存档备份，存于） in the 全球重浸派門諾會線上百科全書

1. ↑  Robert Benedetto. . Louisville: Westminster John Knox. 1971: 327. ISBN 978-0-664-22416-5 （英语）.
2. ↑  Jesse Hofer. . 2013-01-24  [2020-06-14]. （原始内容存档于2021-01-26） （英语）.
3. ↑  Scott E. Hendrix, Uchenna Okeja. . Santa Barbara,California: ABC-CLIO. 2018: 270–273  [2020-06-15]. ISBN 978-1-4408-4829-2. （原始内容存档于2020-06-15） （英语）.
4. ↑  John Sharp. . 2016-12-09  [2020-06-16]. （原始内容存档于2020-08-29） （英语）.
5. ↑  Ignatz Hammerer. . 2013-07-22  [2020-06-16]. （原始内容存档于2021-08-09） （英语）.